# Inscription du Dipylon

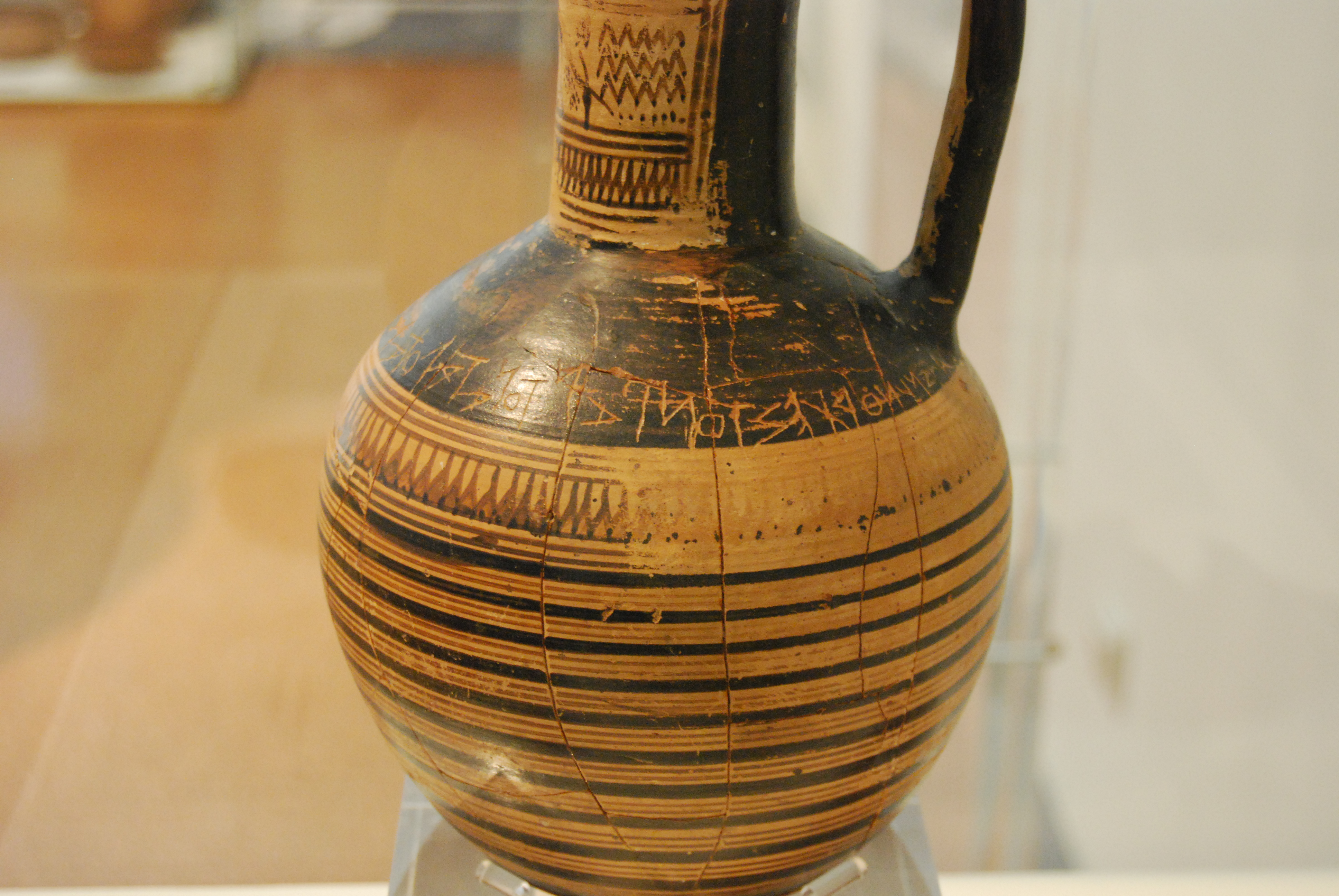
Détail de l'œnochoé : l'inscription est visible sur le haut de la panse

L’« inscription du Dipylon » est un texte assez court figurant sur un vase grec datant de 740 av. J.-C. approximativement. Cette inscription constitue, avec celle de la « Coupe de Nestor », le plus ancien exemple connu de l'usage de l'alphabet grec. Le vase est une œnochoé (cruche à vin) trouvée en 1871, qui tire son nom du lieu de sa découverte, le cimetière antique du Dipylon, près de la porte du même nom, à l'entrée de la nécropole du Céramique, à Athènes. Le style est du géométrique tardif, qui correspond à la période 750-700 av. J.-C. La pièce est exposée au Musée national archéologique d'Athènes (inv. 192).

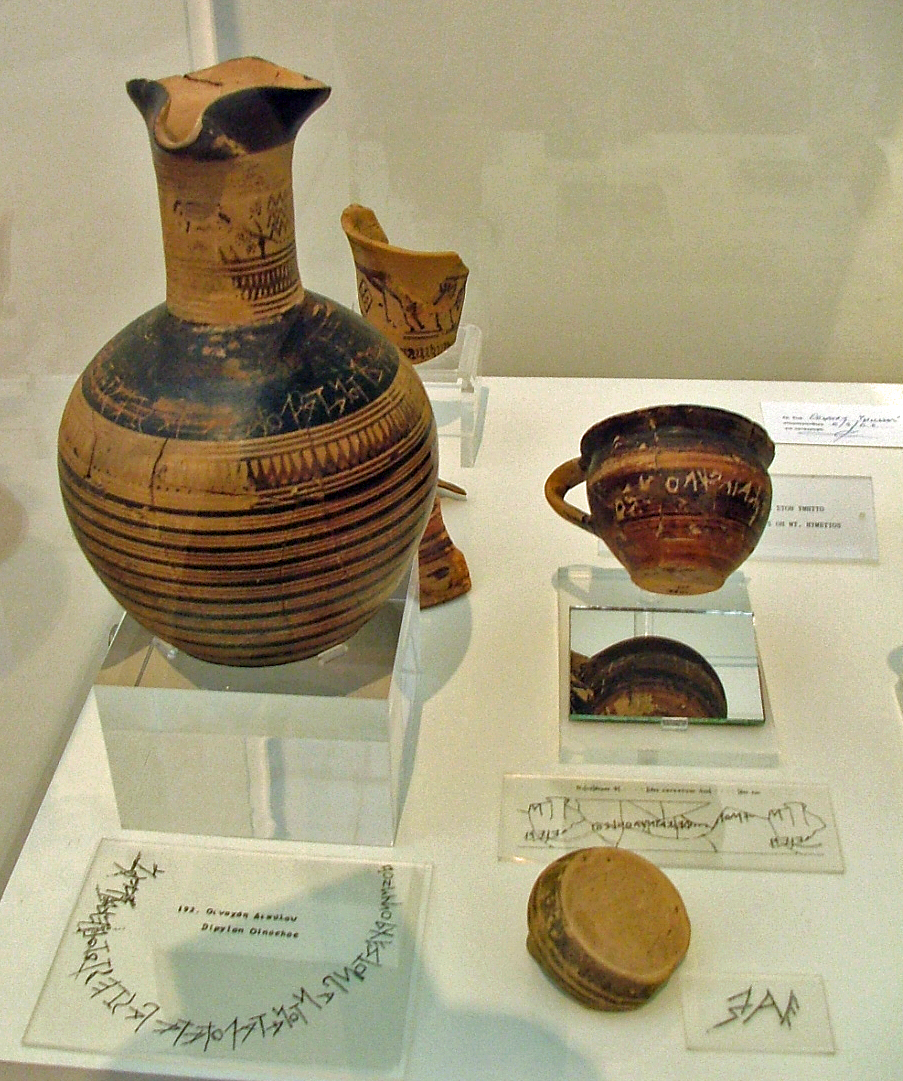
L'œnochoé du Dipylon, avec le relevé du texte.

## L'inscription
Le texte  est constitué d'une forme archaïque de l'alphabet grec (variante occidentale d'Eubée, groupe rouge selon la classification de Kirchhoff) et écrit de droite à gauche. Comme toujours dans ce cas, les lettres sont inversées en miroir par rapport aux caractères grecs classiques. 
Il est inscrit en cercle sous le col du vase et constitué de 46 caractères, dont les 35 premiers forment un vers grec, plus précisément un hexamètre dactylique. Les 9 lettres suivantes sont le début d'un second vers du même type. 
Cette versification permet de juger plus nettement de la longueur de certaines voyelles, bien que l'alphabet de l'époque ne fasse pas encore la distinction entre voyelles brèves et longues. En effet, cet alphabet archaïque ne connaît pas encore la lettre oméga et n'a pas encore assigné au êta la valeur de "e long". Cette dernière lettre (H) note encore une aspiration, comme dans l'alphabet latin. 

## Le texte

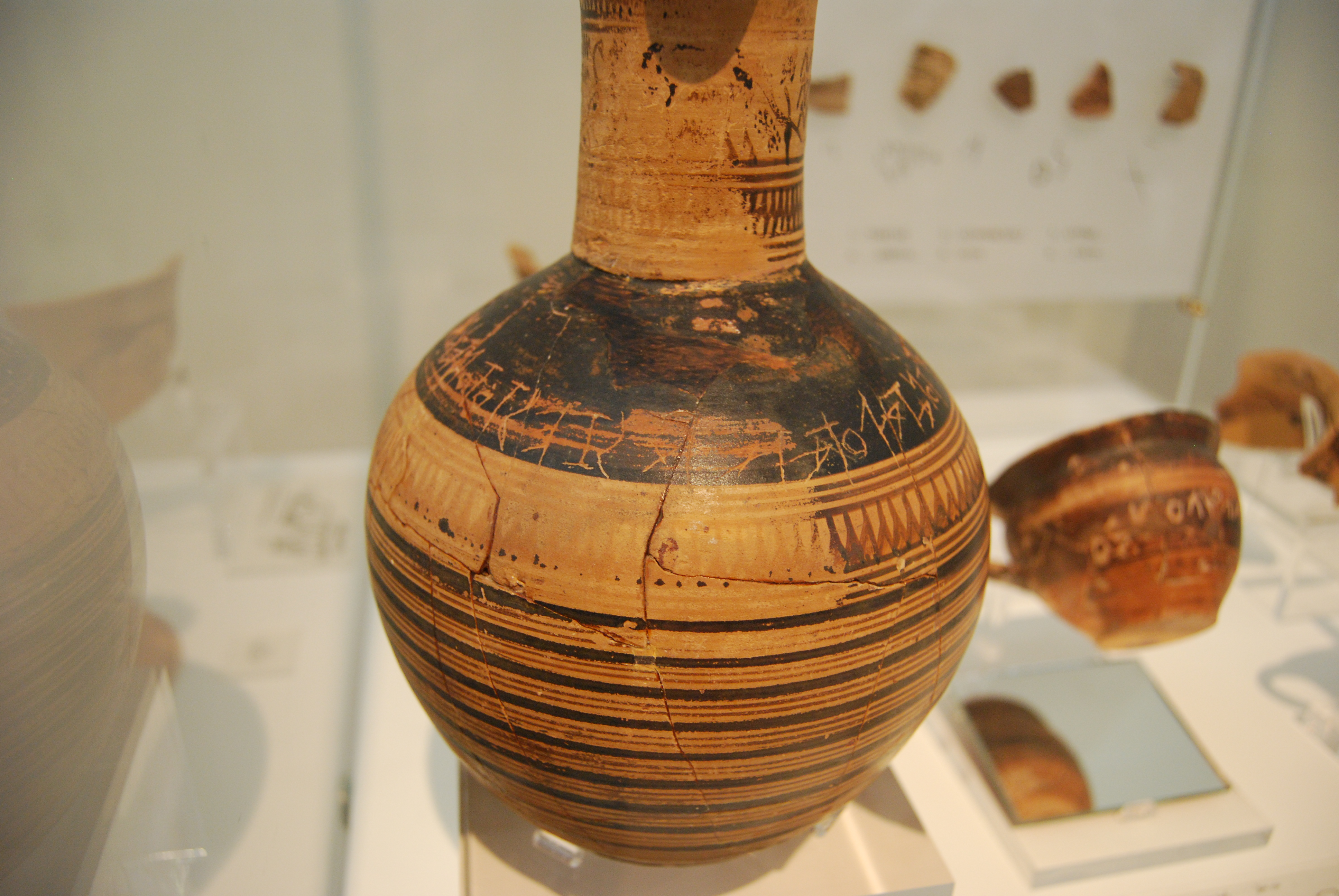
vase historique

Le texte de l'inscription, en séparant les mots, se lit comme suit :
ΗΟΣ ΝΥΝ ΟΡΧΕΣΤΟΝ ΠΑΝΤΟΝ ΑΤΑΛΟΤΑΤΑ ΠΑΙΖΕΙ ΤΟ ΤΟΔΕ ΚΛΜΙΝ
soit :
hος νῦν ὀρχεστôν πάντον αταλότατα παίζει,
τô τόδε κλ[.]μιν[...]
En alphabet classique, le texte serait :
ὃς νῦν ὀρχηστῶν πάντων ἀταλώτατα παίζει,
τῶι τόδε κλ[.]μιν[...]
Malgré les lacunes, le texte présente manifestement le vase comme un prix d'un concours de danse. 
En le traduisant littéralement (c'est le vase qui parle), on obtient : 
Parmi les danseurs, pour celui qui joue maintenant avec le plus de légèreté
je serai un prix...